# ناتالي
ناتالي (بالإيطالية: Nathalie)‏ هي مغنية ومغنية مؤلفة إيطالية، ولدت في 16 ديسمبر 1979 في روما في إيطاليا.

## وصلات خارجية
- الموقع الرسمي
- ناتالي على موقع IMDb (الإنجليزية)
- ناتالي على موقع ميوزك برينز (الإنجليزية)
- ناتالي على موقع أول ميوزيك (الإنجليزية)
- ناتالي على موقع ديسكوغز (الإنجليزية)